# Dornicksche Ward
Koordinaten: 51° 49′ 17″ N, 6° 16′ 51″ O

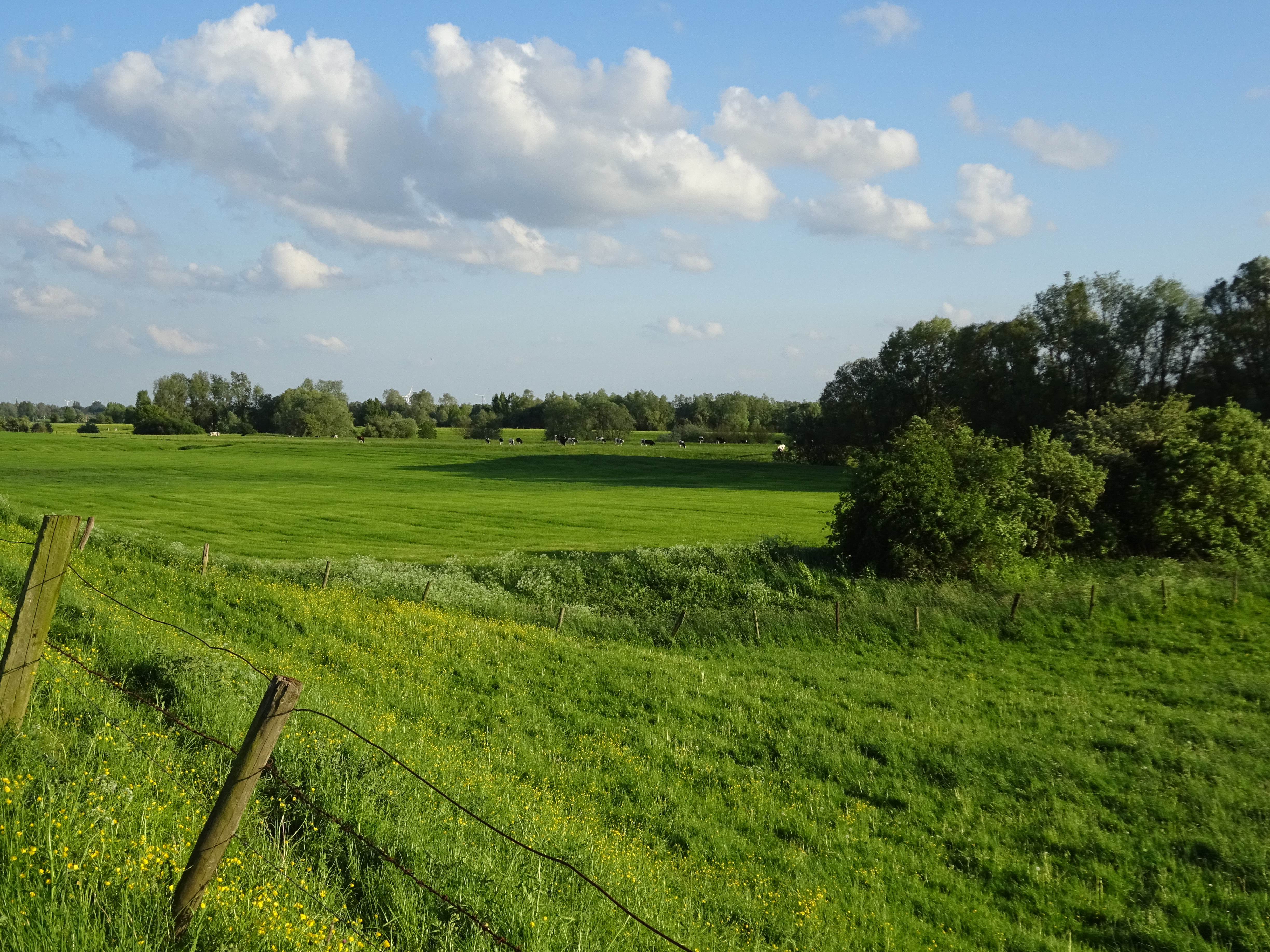
Naturschutzgebiet Dornicksche Ward (Mai 2018)

Das Naturschutzgebiet Dornicksche Ward liegt auf dem Gebiet der Stadt Emmerich am Rhein im Kreis Kleve in Nordrhein-Westfalen.
Das Gebiet erstreckt sich südöstlich der Kernstadt Emmerich am Rhein und westlich von Dornick, einem Ortsteil von Emmerich am Rhein, entlang des südlich fließenden Rheins. Nördlich des Gebietes verläuft die Landesstraße L 7. Südlich – auf der anderen Rheinseite – erstreckt sich das 505 ha große Naturschutzgebiet Deichvorland bei Grieth mit Kalflack.

## Bedeutung
Für Emmerich am Rhein ist seit 2016 ein 211,3 ha großes Gebiet unter der Kenn-Nummer KLE-065 als Naturschutzgebiet ausgewiesen. 